# Site naturel de compensation
 (juin 2022).
Un site naturel de compensation est un espace sur lequel un opérateur de compensation écologique conduit des actions favorables à la biodiversité. Ces actions sont réalisées pour ou par des aménageurs soumis légalement à des obligations de compensation écologiquement équivalentes à celles qui ont été réalisées ex-ante sur le site.

## Principes généraux
Les sites naturels de compensation constituent la dernière étape de la séquence Éviter, Réduire, Compenser (ERC). Ils font à ce titre partie de l’effort visant l’absence de perte nette de biodiversité. La notion de « l’absence de perte nette » (No Net Loss) signifiant que toute destruction d’espace naturel devrait être compensée par une restauration d’espace augmentant la biodiversité à la hauteur au moins de ce qui a été ou doit être détruit. Les sites naturels de compensation  constituent des offres de compensation déjà réalisées et proposées à des personnes soumises à des obligations de compensation.  Cette compensation par l’offre se distingue de la compensation à la demande ou la compensation ex-post qui est exécutée spécifiquement pour répondre à la demande de l’aménageur.
Les principes d’anticipation distingue les SNC des autres modes de compensation. En anticipant les besoins pour les mesures de compensation écologique, les SNC permettent la restauration des habitats naturels avant leur destruction. En mutualisant les besoins de projets de compensation, les sites naturels de compensation permettent de conduire des actions écologiques cohérentes et de grande ampleur. De plus, le contrôle et la supervision par l’État de la mise en œuvre effective de la compensation sont facilités grâce au regroupement de mesures. Ces deux principes d’anticipation et de mutualisation sont fondamentaux pour une compensation planifiée et efficace visant à « l’absence de perte nette ». Cette compensation doit suivre une logique globale d’aménagement du territoire et se concentre sur les espaces les plus pertinents écologiquement.

## Histoire et développement international
Le principe de la séquence « éviter, réduire et [si possible] compenser » est adopté en France en 1976. Aux États-Unis, c’est dès le début des années 1970 que des agences fédérales (notamment l’Environmental Protection Agency et l’US Fish and Wildlife Service) commencent à formuler les principes et réglementations pertinentes. L’origine et le principe de l’offre de compensation écologique  se retrouvent dans le « Clean Water Act », adopté par le Congrès américain en 1972. La notion de banque de compensation ou mitigation bank y est également introduite.
En France, une expérimentation inspirée du dispositif américain a été lancée en 2008 par CDC Biodiversité, filiale de la Caisse des Dépôts, en partenariat avec le ministère de l’écologie. Le premier site sur lequel l’expérimentation a été conduite est le domaine de Cossure sur une surface de 360 hectares, dans la plaine de Crau (département des Bouches-du-Rhône). Il a été initialement dénommé Réserve d'actifs naturels afin de mettre en exergue le fait que les espaces naturels ont une valeur patrimoniale et ne peuvent être détruits sans qu’une restauration équivalente soit conduite. La loi Biodiversité du 8 août 2016 a privilégié la nouvelle appellation de « site Naturel de Compensation » (SNC).
Le ministère de l’Écologie a ensuite souhaité étendre l’expérimentation en faisant appel à d’autres opérations potentielles. Ont alors été sélectionnées trois nouvelles expérimentations, conduites par le département des Yvelines, la société EDF et la société Dervenn. Finalement, seule l’expérimentation du département des Yvelines fut poursuivie. Elle permit au département d’acquérir 8 ha, et d’y mener des actions de restauration. Malgré cela, le bilan de l’expérimentation effectué par le Commissariat général au développement durable (CGDD) le 18 novembre 2016, n’indique de ventes d’unités de compensation que pour l’opération Cossure.

## Politique et cadre juridique

### En France
La loi du 10 juillet 1976, relative à la protection de la nature, introduit le régime des études d’impact et précise leur contenu « qui comprend au minimum une analyse de l’état initial du site et de son environnement, l’étude des modifications que le projet y engendrerait et les mesures envisagées pour supprimer, réduire et, si possible, compenser les conséquences dommageables pour l’environnement »,.
Au vu des résultats de l’expérimentation de Cossure, le parlement français, après de longues consultations, a voté en juillet 2016 la loi promulguée le 8 août de la même année, reprenant les principaux principes de l’expérimentation et créant le premier cadre cohérent de la compensation écologique en France. Les décrets en conseil d’État du 15 mars 2017 ont précisé les conditions d’application de la loi. En France, un site naturel de compensation vendra des « unités de compensation », qui correspond à la mise en place de mesures de restauration ou de création, spécifiques à un habitat ou une espèce.

### AuxÉtats-Unis
Les conservation banks (littéralement « banques de conservation ») sont les équivalents américains des sites naturels de compensation. Avec les banques de conservation, les mesures compensatoires sont mises en œuvre afin de pouvoir ensuite vendre des crédits. Cependant, une distinction doit être opérée entre la compensation des zones humides et la compensation des espèces menacées. Les banques de compensation des zones humides (« wetland mitigation banks ») et les banques de compensation des cours d’eau (« stream mitigation banks »), sont apparues pendant les années 80, à la suite du Clean Water Act de 1972. Les banques de conservation-espèces, (« conservation banks »), sont apparues d’abord comme la deuxième génération des banques de compensation en Californie pendant les années 1990.

### AuCanada
La compensation au Canada concerne principalement les habitats de poissons, mais aussi les zones humides et les espèces. Les banques de compensation des habitats des poissons (« fish habitat banks »), sont essentiellement établies par les maîtres d’ouvrage pour leurs propres besoins futurs de compensation. Ces banques de compensation existent depuis 1993.

### EnAustralie
En Australie, des règlementations existent aux niveaux national et régional (notamment dans l’état de Victoria et de Nouvelle-Galles du Sud). L’enjeu important pour la compensation écologique en Australie est la végétation indigène, menacée par l’agriculture et autres perturbations et altérations. La législation nationale, l’Environment Protection and Biodiversity Conservation Act (1999), fixe le cadre fédéral de la compensation écologique.
Dans l’État de Victoria, il existe trois formes de compensation : financière, à la demande et par l’offre. En 2006, le Department of Environment and Primary Industries (DEPI) a lancé le BushBroker, programme de compensation par l’offre, pour rapprocher l’offre et la demande des propriétaires fonciers disposés à préserver la végétation indigène sur leurs terrains. Les évaluateurs accrédités, les brokers, évaluent les impacts et les sites de compensation. Il y a trois types des crédits, dont le prix est négocié entre le maître d’ouvrage et le propriétaire du site de compensation : les hectares d’habitat, les arbres anciens et les nouveaux arbres.
Dans l’État de Nouvelle-Galles du Sud, plusieurs législations de conservation ont vu le jour : le Threatened Species Conservation Act (1995), le Threatened Species Conservation (Biodiversity Banking) Regulation (2008) et le Biodiversity Conservation Act (2016) concernent des espèces menacées et la diversité biologique ; le Native Vegetation Act (2003) et le Native Vegetation Regulation (2013) concernent la végétation indigène ; le NSW Biodiversity Offset Policy for Major Projects (2014) concerne le cadre spécifique des projets de grande envergure. L’Office of Environment and Heritage (OEH) a lancé le programme BioBanking, un mécanisme de banques de compensation par l’offre en 2007. À partir du 25 août 2017, le BioBanking est remplacé par le Biodiversity Offset Scheme dans le cadre duquel des promoteurs immobiliers ou propriétaires fonciers se voient obligés de compenser leurs impacts négatifs en achetant des crédits, générés par les biodiversity stewardship sites (équivalents australiens des sites naturels de compensation).